# 大阪聖徳学園社会体育専門学校
大阪聖徳学園社会体育専門学校（おおさかしょうとくがくえんしゃかいたいいくせんもんがっこう）は、学校法人大阪聖徳学園が運営する大阪市生野区にある専修学校。

## 概要
フィットネスや幼児体育の専門者養成を行っている。大阪教育福祉専門学校とのダブルスクールで介護福祉士や幼稚園教諭免許を取得することが可能である。

## 学科
- 健康スポーツ科

## 出身者
- 黒田俊介(コブクロ)

## 所在地
- 〒544-0023 大阪市生野区林寺2-21-13

最寄り駅は、JR大阪環状線寺田町駅